# Thomas Holz

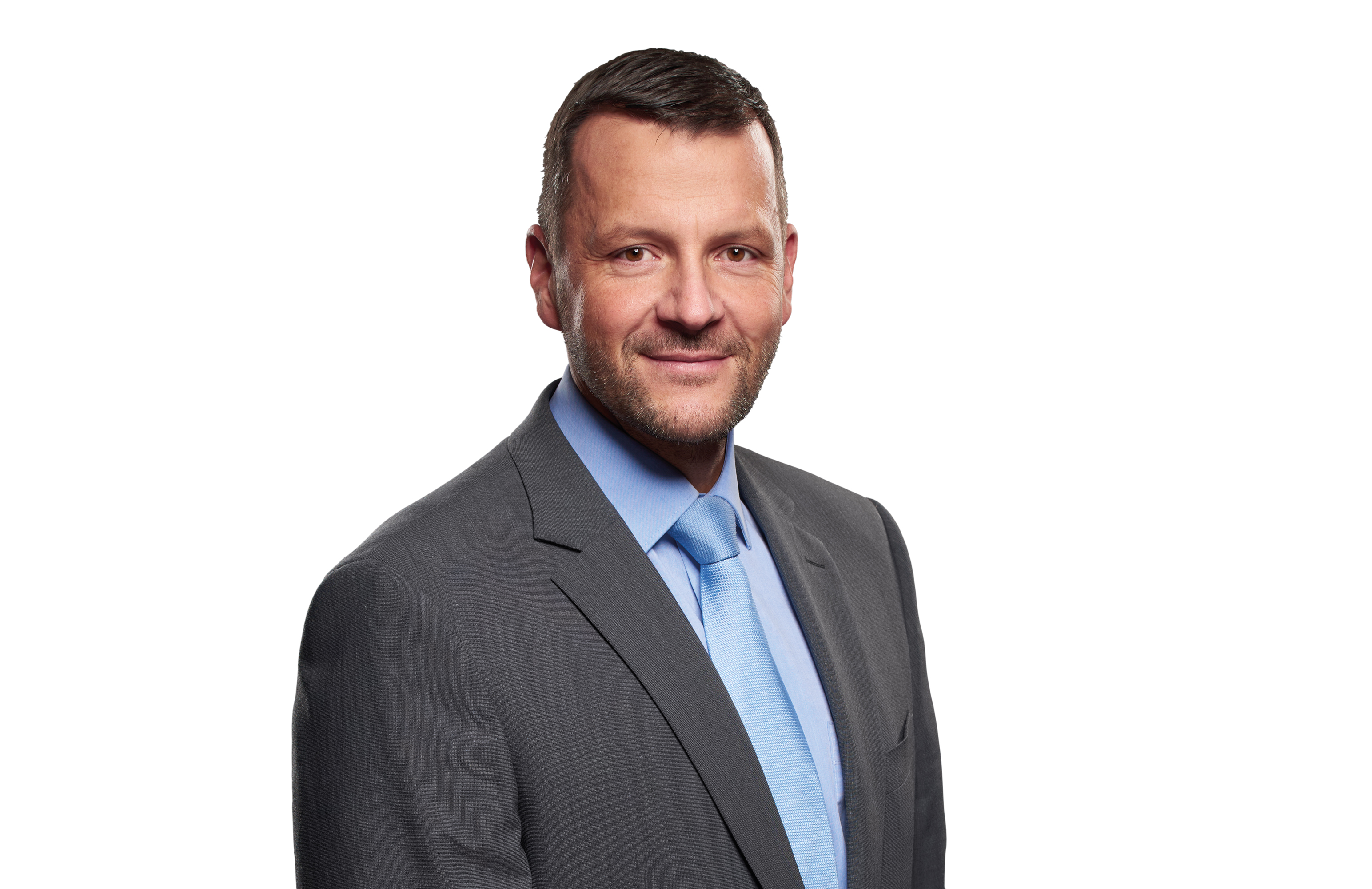
Thomas W. Holz, MdL (2022)

Thomas W. Holz (* 11. März 1976 in Kochel am See) ist ein deutscher Politiker (CSU). Er ist seit Oktober 2023 Abgeordneter im Bayerischen Landtag.

## Studium und berufliche Tätigkeit
Holz hat an der Universität Bayreuth und an der Leopold-Franzens-Universität Innsbruck Rechtswissenschaften studiert und arbeitete nach seinem Referendariat am Oberlandesgericht München und im Deutschen Bundestag als Justitiar und Rechtsanwalt bei der Arbeitsgemeinschaft kommunale und kirchliche Altersversorgung (AKA) in München.

## Kommunale Ämter
Im Jahr 2007 wurde er zum Ersten Bürgermeister seiner Heimatgemeinde Kochel a. See gewählt und bei den Kommunalwahlen 2014 und 2020 im Amt bestätigt. Im Frühjahr 2008 übernahm er zudem ein Mandat im Kreistag des Landkreises Bad Tölz-Wolfratshausen. Darüber hinaus wurde er 2014 und 2020 zum stellvertretenden Landrat gewählt.

## Abgeordneter im bayerischen Landtag
Bei der Landtagswahl in Bayern 2023 trat Holz als Direktkandidat in der Nachfolge von Martin Bachhuber (2008–2023) und des ehem. Bayerischen Ministerpräsidenten Edmund Stoiber (1974–2008) für die CSU im Stimmkreis 111 – Bad Tölz-Wolfratshausen/Garmisch-Partenkirchen (Wahlkreis Oberbayern) an, zu dem neben dem gesamten Landkreis Bad Tölz-Wolfratshausen auch die Gemeinden Farchant, Garmisch-Partenkirchen, Grainau, Krün, Mittenwald und Wallgau aus dem südlichen Teil des Landkreises Garmisch-Partenkirchen zählen. Mit 36,6 Prozent der Stimmen setzte er sich gegen zehn weitere Kandidaten durch. Mit der Übernahme des Mandats als direkt gewählt Stimmkreisabgeordneter des Bayerischen Landtags am 30. Oktober 2023 schied Holz aus dem Amt des Ersten Bürgermeisters aus.
Im Bayerischen Landtag sitzt Holz im Ausschuss für Kommunale Fragen, Innere Sicherheit und Sport (Innenausschuss), in dem er als Berichterstatter insbesondere für die Themen Kommunales Verfassungs- und Wahlrecht, Kommunalaufsicht, kommunale Wahlbeamte und Sparkassenwesen sowie Rettungsdienst, zivile Verteidigung und Waffenrecht verantwortlich ist. In seinem zweiten Ausschuss, im Ausschuss für Umwelt und Verbraucherschutz (Umweltausschuss), liegen seine Schwerpunkte als Berichterstatter vor allem bei den Themen Naturschutz und Kompensation, Schutzgebiete Alpen und Nationalparke sowie beim Wald, beim Wasserrecht und Gewässerschutz, den Bezügen des Umweltschutzes zur Landwirtschaft und der Verbindung der Verbraucherschutzpolitik zu den Verbraucherverbänden und -organisationen.
Zudem ist der Kochler vom Bayerischen Landtag zum Mitglied der Bayerischen Datenschutzkommission gewählt worden.
Darüber hinaus ist Holz der tourismuspolitische Sprecher der CSU-Landtagsfraktion sowie der Vorsitzende der Arbeitsgruppe „Tourismus“.